# 文殊寺 (さいたま市)
文殊寺（もんじゅじ）は、埼玉県さいたま市緑区にある天台宗の寺院。

## 歴史
創建年代は不明である。ただ氷川女体神社の別当寺になっており、ある時期から氷川女体神社とともに歴史を歩んだものと推測される。
元々は氷川女体神社の南隣に位置していたが、明治初期の神仏分離により、現在地に移転した。現在地には、廃寺「薬王寺」があったという。

## 文化財
- 文殊寺絵馬（さいたま市指定有形文化財 昭和47年4月19日指定）[2]

## 交通アクセス
- 東浦和駅より徒歩43分。